# Ivo Beucker

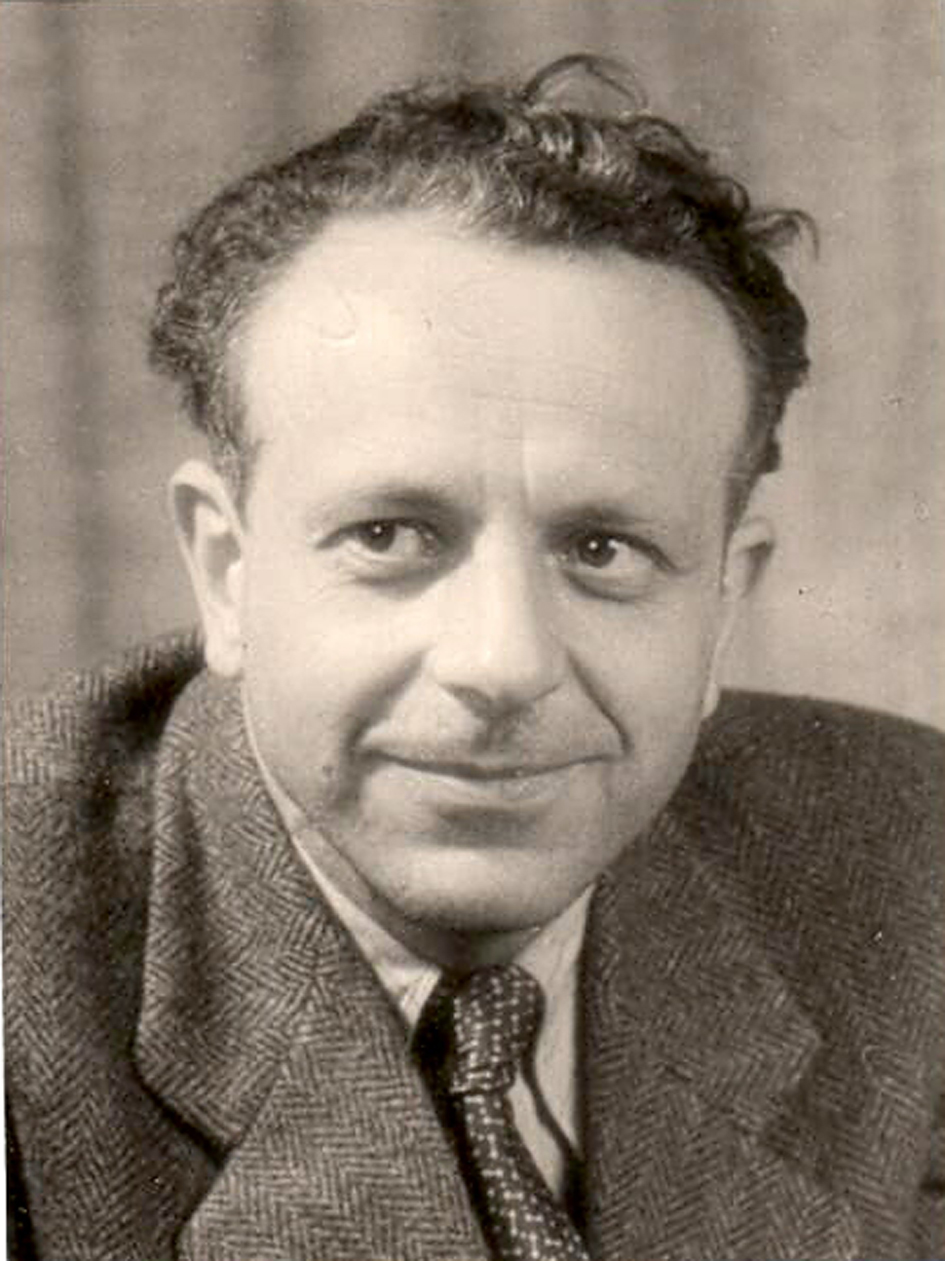
Ivo Beucker 1952

Ivo Beucker (* 27. Juni 1909 in Barmen; † 17. Dezember 1965 in Düsseldorf) war ein deutscher Bildhauer.

## Leben
Ivo Beucker wird am 27. Juni 1909 in Barmen (heute Wuppertal) geboren.
Seine ersten Jugendjahre verbringt er in Hagen/Westfalen, bis seine Familie 1920 nach Düsseldorf zieht.
Die Eltern Ingo und Ella Beucker fördern die Talente des begabten Sohns und lassen ihm und seinem Bruder Ingo Beucker Zeichenunterricht erteilen. Neben seinem Interesse an der Kunst entwickelt der jugendliche Beucker eine Leidenschaft für die Fliegerei. In Düsseldorf und Umgebung lässt er sich zum Segelflieger ausbilden.
Er besucht die Hindenburgschule und erwirbt dort 1928 sein Abitur. Aus dieser Zeit stammen auch seine ersten Bildhauerarbeiten.
Beucker lernt zunächst bei einem Steinmetz und studiert ab Ostern 1928 zwei Semester lang an der Kölner Werkschule. Hier lernt er Steinehauen und Bronzegießen. Nebenbei besucht er auch Anatomievorlesungen bei den Medizinern der Kölner Universität. Auch wenn er dort offiziell nicht als Student eingeschrieben ist, so wird er von den Lehrkräften als „Schwarzhörer“ akzeptiert.
Im Jahr 1929 erhält Beucker ein Stipendium für Motorfliegerei. Er bricht sein Studium an der Werkschule ab und geht nach Berlin. Im gleichen Jahr lernt er dort den Bildhauer Georg Kolbe (1877–1947) kennen, eine Begegnung, die ihn sehr prägt. Es entwickelt sich eine innige Freundschaft zwischen dem angesehenen Bildhauer und dem talentierten Künstler.
Im Januar 1930 kehrt Beucker nach Düsseldorf zurück, um für einen Steinmetz zu arbeiten.
Im März 1932 geht Beucker, einem Ruf seines Freundes Kolbe folgend, wieder nach Berlin, wo er sich ein erstes kleines Atelier gegenüber dem Schillertheater mietet. Ab 1936 studiert er an der Preußischen Akademie der Bildenden Künste in der Meisterklasse für Bildhauerei bei Richard Scheibe.
1937 lernt Beucker seine spätere Frau, die Schauspielerin Eva Rühle (1913–2008), kennen. Die beiden heiraten 1938 standesamtlich in Berlin-Charlottenburg und kirchlich in der Heilandskirche in Potsdam-Sacrow.
Von 1941 an ist Beucker Soldat und verbringt bis 1947 zwei Jahre in sowjetischer Gefangenschaft. „In der Zeit meiner Gefangenschaft war ich als Klavierlehrer, Anstreicher, Bursche, Tischler, Kunstmaler, Zimmermann, Maurer, Gipsgießer, Modellschnitzer, Landwirt, Klavierstimmer, Dachdecker und Handlanger beschäftigt. Im Lager habe ich mehrere Bühnen gebaut, Kulissen entworfen, gemalt und hergestellt, Gedichte gemacht, Rollen gespielt, Stücke geschrieben und inszeniert und einige Vorträge gehalten.“ (Ivo Beucker)
Ende Dezember 1947 kehrt er aus der Gefangenschaft zurück nach Düsseldorf zu seinen Eltern, seiner Frau und seinen Kindern Jens (geboren 1939) und Doris (geboren 1945). Die Geburt seiner Tochter hatte Beucker nicht erleben können und sieht sie zum ersten Mal im Alter von zwei Jahren.
Im Garten des elterlichen Hauses in Düsseldorf-Oberkassel richtet sich Beucker sein Atelier ein.
Ab 1950 wird er Teilinhaber in der Heizungs- und Lüftungsfirma des Vaters, die er 1955 ganz übernimmt.
Beucker wird Mitglied im Vorstand des Künstlervereins Malkasten in Düsseldorf und setzt sich sehr für das kulturelle Leben seiner Heimatstadt ein.
Ivo Beucker stirbt unerwartet am 17. Dezember 1965 im Alter von 56 Jahren in seinem Haus in Düsseldorf. Er wird am 22. Dezember auf dem Friedhof in Düsseldorf-Heerdt beerdigt.
Im Jahr 1979 ehrt die Stadt Düsseldorf den Künstler mit einer eigenen Straße, der Ivo-Beucker-Straße im Stadtteil Grafenberg.

## Auszeichnungen
Am 26. Mai 1938 verleiht ihm die Stadt Düsseldorf für die Figur „Jüngling“ am Brunnen an der Hindenburgschule, Beuckers ehemaligem Gymnasium, den Cornelius-Preis der Staatlichen Kunstakademie Düsseldorf. Ivo Beucker und seine Frau Eva erfahren von dieser Ehre per Telegramm auf ihrer Hochzeitsreise in Italien.
Im Jahr 1952 wird Beucker der Georg-Kolbe-Preis in Berlin verliehen.

## Werke

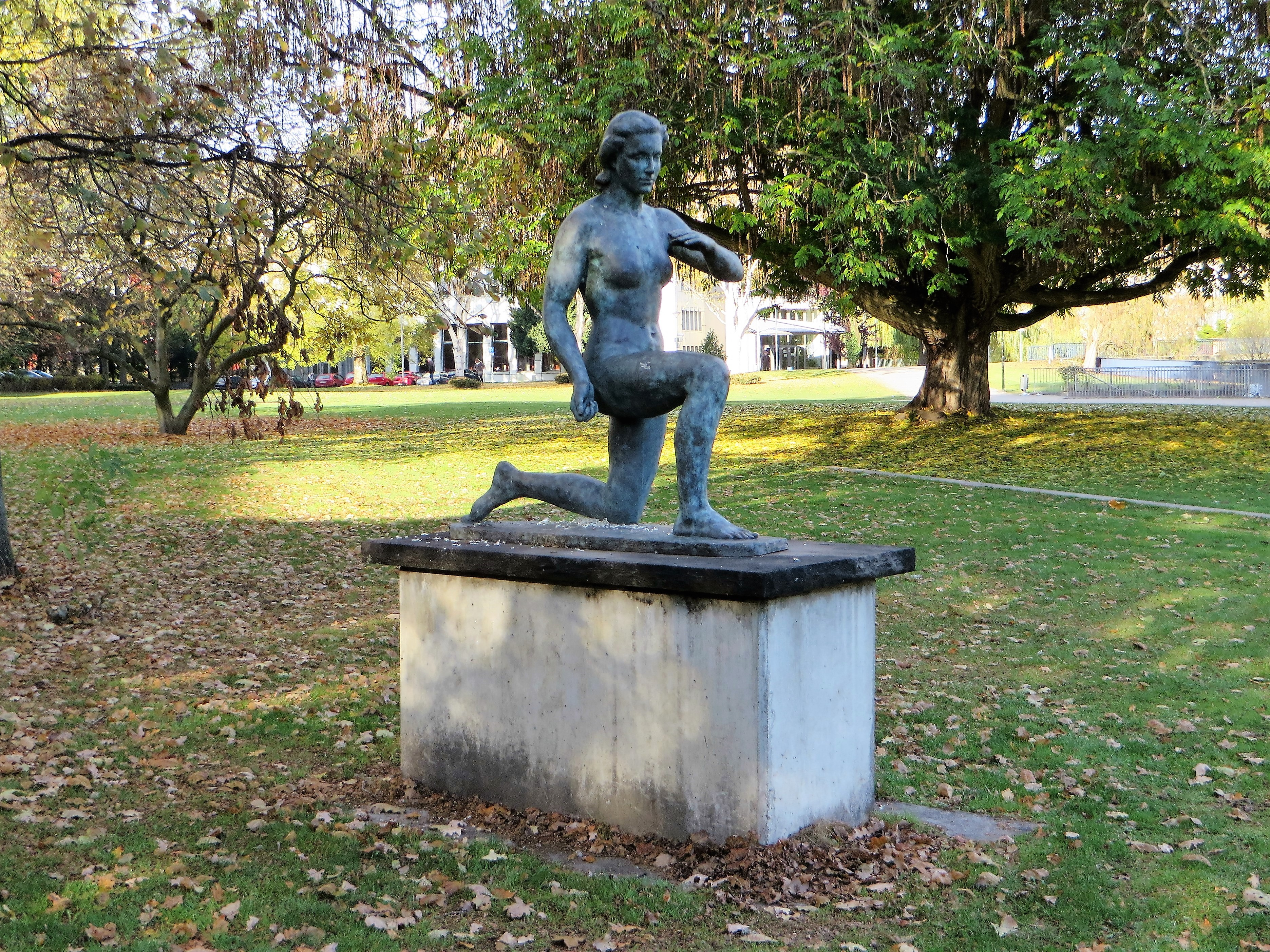
Skulptur „Kniende“ von Ivo Beucker im Hagener Volmepark

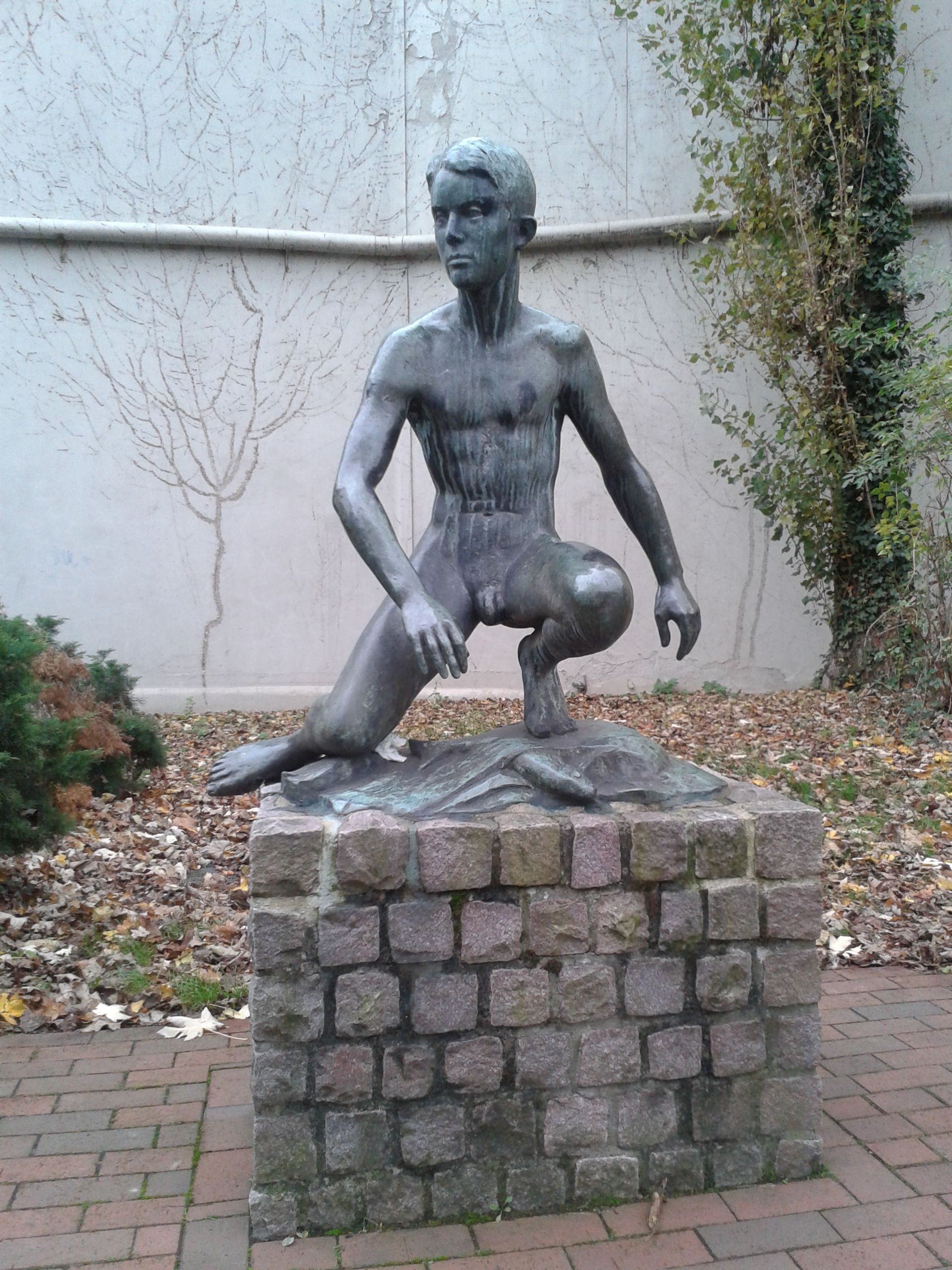
Skulptur „Jüngling“ (1938), Humboldt-Gymnasium, Düsseldorf

Das kreative Multitalent Ivo Beucker war zwar gelernter Bildhauer, sein gesamtes Schaffenswerk beinhaltet aber auch Zeichnungen, Lithografien, Holzdrucke, Aquarelle, Gedichte, Märchen, Theaterstücke, und sogar einige Kurzfilme.
Folgende Liste zeigt eine Auswahl von Plastiken Ivo Beuckers:
- Große Knieende, 1937, Bronze. Städtisches Museum Hagen
- Brunnen an der Hindenburgschule, 1938, Bronze. heute Humboldt-Gymnasium, Düsseldorf
- Heine-Plakette, 1952, Bronze. Napoleonsberg im  Hofgarten, Düsseldorf
- Heine-Gedenkstätte, 1952, Stein. Napoleonsberg im Hofgarten, Düsseldorf (mit Plastik von Aristide Maillol)
- Hölderlin-Denkmal, 1953, Bronze. Hölderlin-Museum (außen vor dem Hölderlinturm), Tübingen
- Porträt Felix Mendelssohn Bartholdy, 1954, Bronze. Foyer des Opernhauses Düsseldorf
- Relief Felix Mendelssohn Bartholdy, 1954, Bronze. Alte Leipziger Versicherung, Düsseldorf
- Köpfe Alexander und Wilhelm von Humboldt, 1954, Stein. Wiederaufbau der Büsten im Humboldt-Gymnasium Düsseldorf im September 2009
- Ehrentafel, 1954, Bronze. Eingangsbereich des Humboldt-Gymnasiums, Düsseldorf
- Porträt Theodor Fliedner, 1958, Bronze. Gartenanlage gegenüber der Kaiserpfalz, Düsseldorf-Kaiserswerth
- Porträt Dr. Peter Esser, 1962, Bronze. Schauspielhaus Düsseldorf
- Brunnen, 1962, Bronze. Max-Planck-Institut, Düsseldorf
- Lesender Knabe, 1963, Bronze. Humboldt-Gymnasium, Düsseldorf
- Porträt Agnes Miegel, 1964, Bronze. Agnes-Miegel-Schule, Düsseldorf
- Porträt Friedrich Wilhelm von Schadow, 1965, Bronze. Jacobi-Zimmer, Künstlerverein Malkasten, Düsseldorf
- Porträt Stefan Kobold, 1962, Bronze. Privatbesitz

## Quelle
- Ivo Beucker: persönliche Aufzeichnungen, in Privatbesitz

| Personendaten    | Personendaten       |
| ---------------- | ------------------- |
| NAME             | Beucker, Ivo        |
| KURZBESCHREIBUNG | deutscher Bildhauer |
| GEBURTSDATUM     | 27. Juni 1909       |
| GEBURTSORT       | Barmen              |
| STERBEDATUM      | 17. Dezember 1965   |
| STERBEORT        | Düsseldorf          |